# Schloss Dönhoffstädt

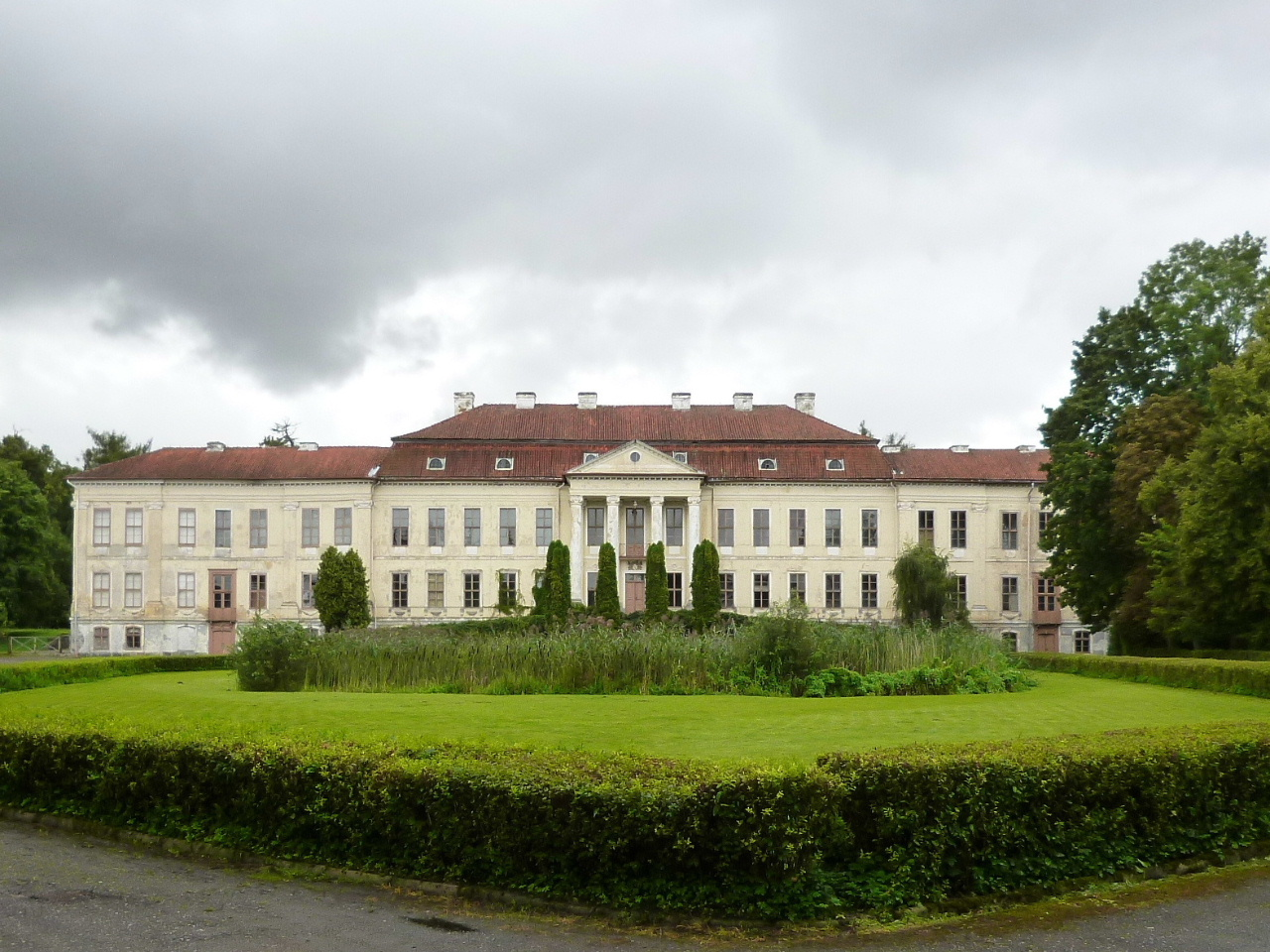
Schloss Dönhofstädt (2011)

Schloss Dönhofstädt ist ein 1720 errichtetes Barockschloss im Dorf Drogosze in der Gemeinde Barciany (Barten) in der polnischen Woiwodschaft Ermland-Masuren.

## Geschichte
Das Schloss der Grafen Dönhoff wurde nach einem Brand des alten Renaissance-Schlosses von Groß Wolfsdorf für Bogislaw Friedrich von Dönhoff etwas abseits vom alten Standort an einem Hang errichtet und „Schloss Dönhoffstädt“ benannt. Der Entwurf des Gebäudes stammt von dem Architekten Jean de Bodt (1670–1745) und dem Baumeister John von Collas (1678–1753), beides Hugenotten. Errichtet wurde es von 1710 bis 1716 und war dann bis 1816 im Eigentum der Dönhoffs.
Bei der Erbteilung nach dem Tode des Grafen Stanislaus Dönhoff 1816 teilten sich seine Schwestern den umfangreichen Familienbesitz, wobei Angélique Dönhoff (1793–1863) Gut und Schloss Dönhoffstädt erhielt. Sie war später mit dem Grafen Georg zu Dohna vermählt. 1863 erbte ihre Nichte Marianne Gräfin zu Stolberg-Wernigerode, geb. Freiin von Romberg (1821–1884), den umfangreichen Besitz Dönhofstädt, deren Nachkommen bis 1945 hier ansässig waren. Ihr Sohn Graf Udo zu Stolberg-Wernigerode (1840–1910) war von 1907 bis 1910 Reichstagspräsident. Im Schloss gab es ein eigenes Theater im westlichen Seitenflügel, eine umfangreiche Bibliothek sowie eine Hauskapelle im Ostflügel, die in den 1830er Jahren eine neugotische Umgestaltung erfuhr. Hinter dem Schloss nach Süden erstreckt sich ein ausgedehnter Landschaftspark, der auf Graf Bogislav Dönhoff (1754–1809) zurückgeht und der u. a. auch ein Damwildgehege (Tierpark) besaß. Überreste der barocken Gartenanlage waren in Form von einigen Sandsteinskulpturen bzw. -vasen im Umfeld des Schlosses noch bis 1945 erhalten. Bedeutende Teile des Archivs konnten nach 1945 von den Polen evakuiert werden und befinden sich heute im Archiv Olsztyn (deutsch Allenstein).
Als das Gebiet nach dem Zweiten Weltkrieg unter polnische Verwaltung gestellt wurde, wurde zunächst eine Landwirtschaftsschule in dem Gebäude eingerichtet.
Seit dem Ende der Volksrepublik Polen ist das Bauwerk ungenutzt. Pläne, ein Hotel zu errichten, wurden bisher nicht umgesetzt.

Galerie
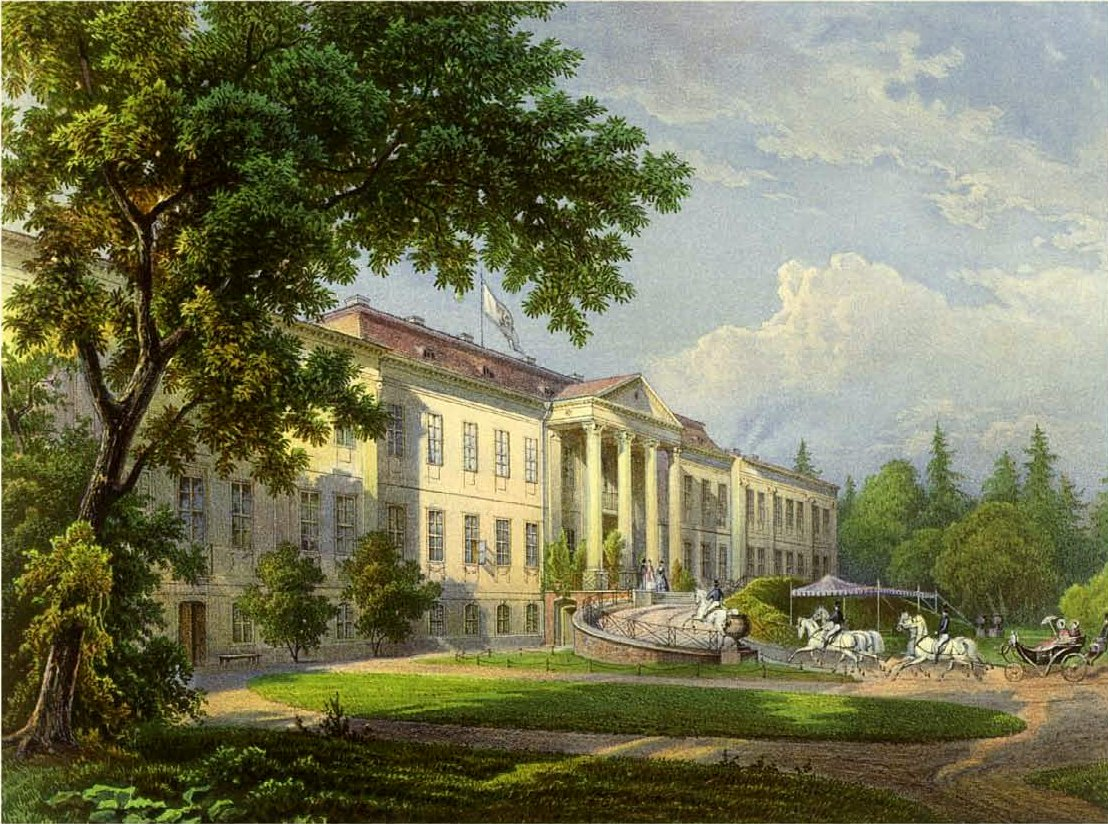
Schloss Dönhoffstädt, 1856, Lithographie nach dem Aquarell von August Behrendsen, Sammlung Alexander Duncker
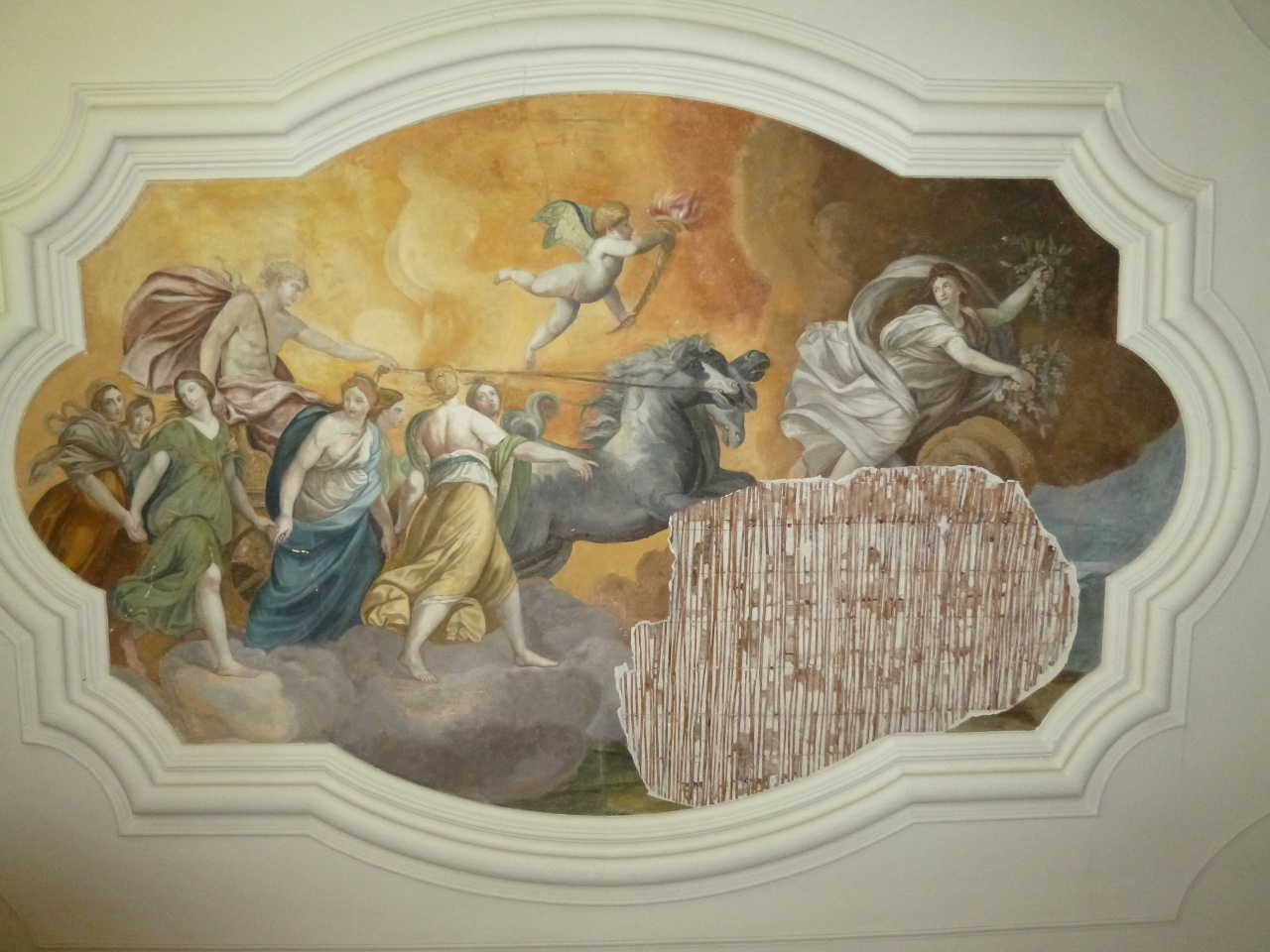
Deckengemälde im Schloss
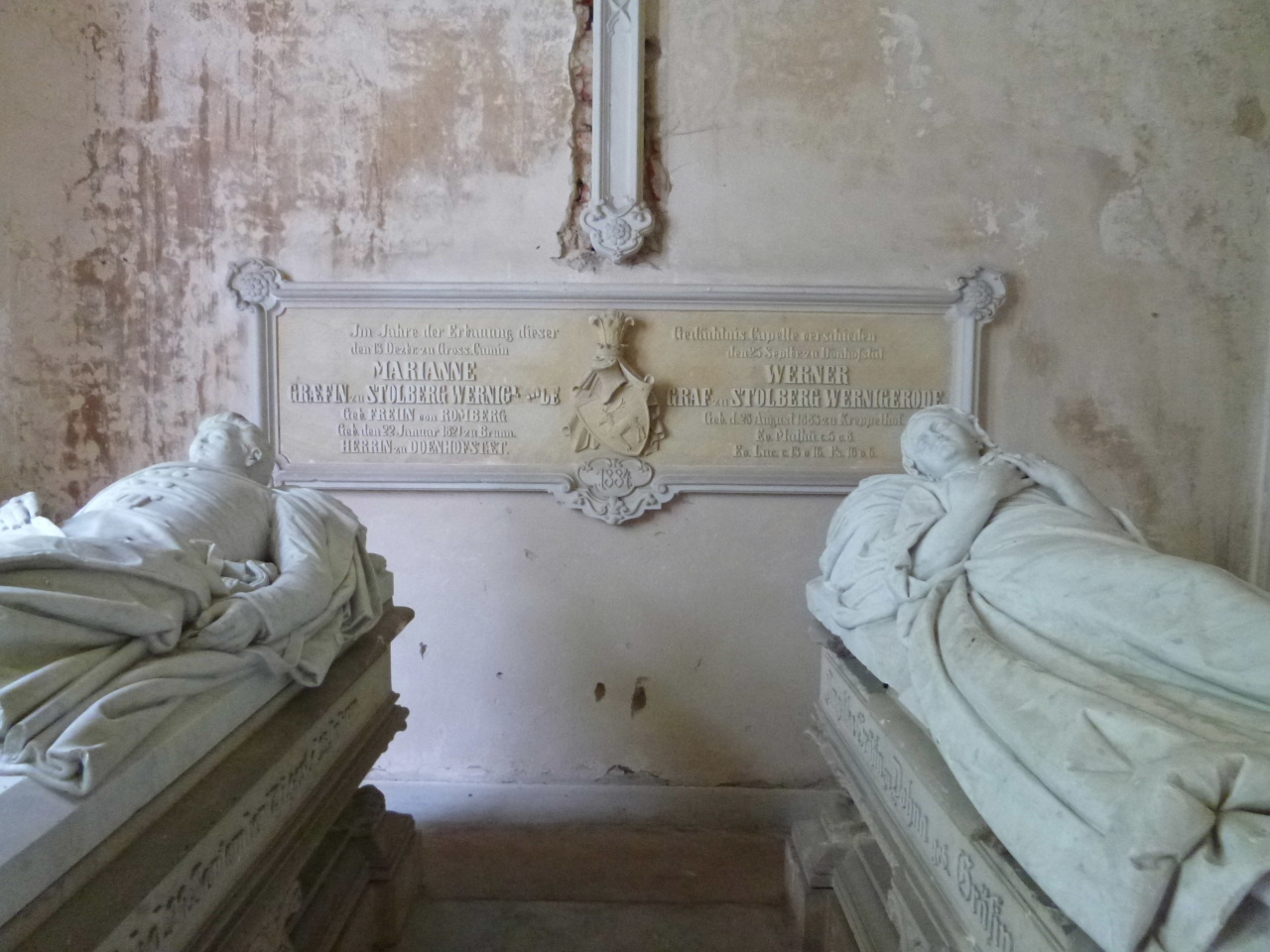
Gedächtniskapelle von 1884 mit Schein-Sarkophagen aus Marmor von Eduard Lürssen, 1889, mit den Liegefiguren der Geschwister Marianne und Werner Stolberg-Wernigerode.
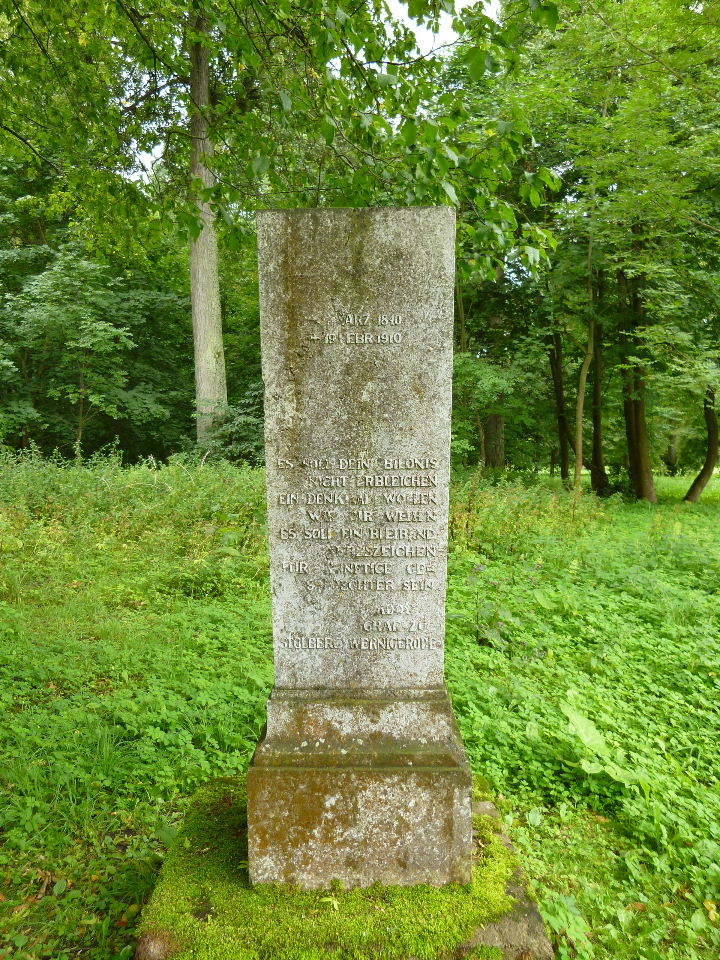
Gedenkstein für Graf Udo zu Stolberg-Wernigerode (1840–1910) im Garten von Schloss Dönhofstädt

## Schlosskapelle
Der Kirchenpatron Graf Bogislaw Friedrich von Dönhoff richtete 1725 im Ostteil des Schlosses eine Kapelle ein. Sie war rechteckig aus Feldsteinen gebaut und verfügte über keinen Turm: die Glocken hingen im Dachstuhl. Der Innenraum und seine Ausstattung waren dem Geschmack des Erbauers entsprechend und der reformierten Tradition verpflichtet sehr schlicht gehalten. Die Decke war gewölbt und teilweise stuckverziert.

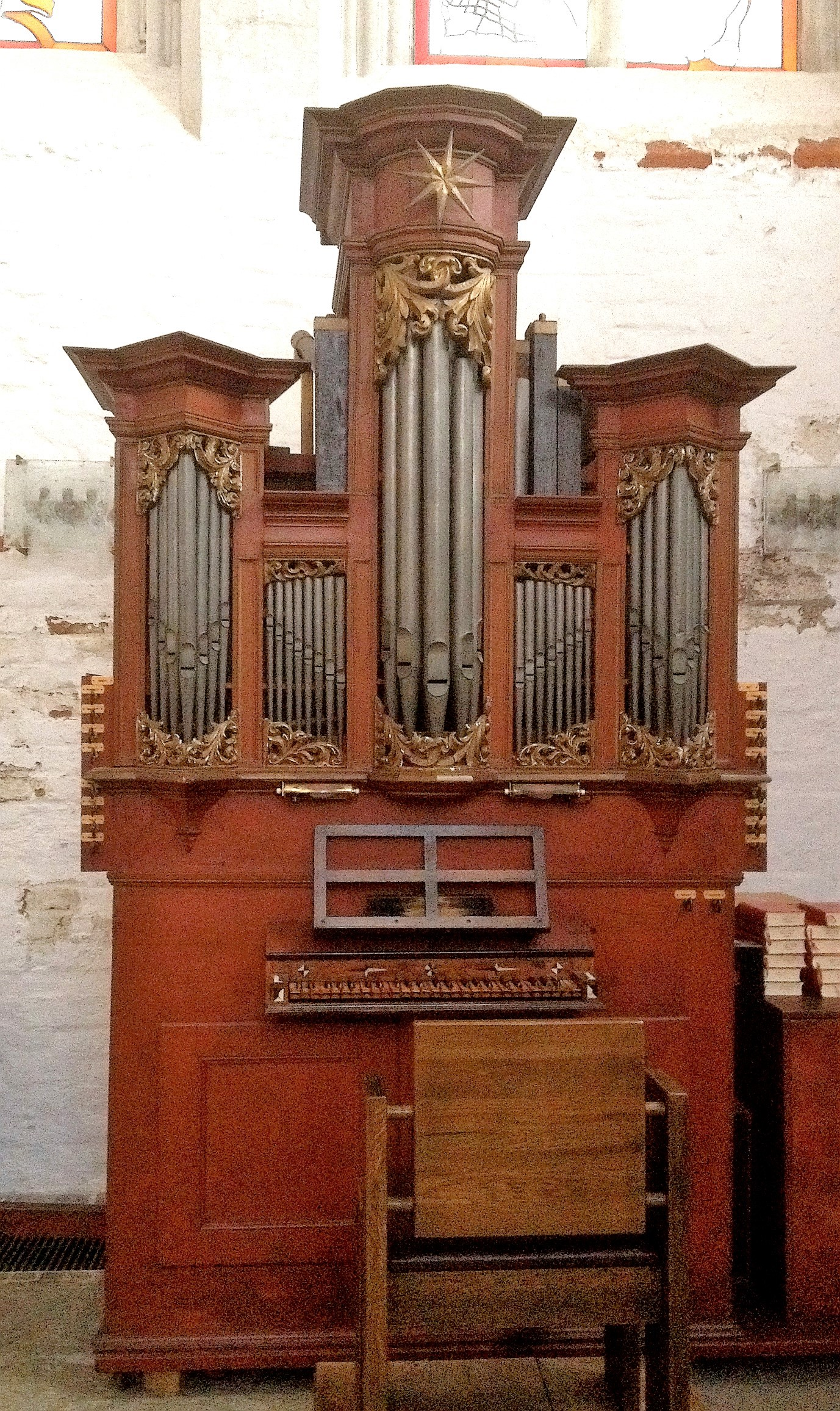
Die Lübecker Briefkapellenorgel war von 1730 bis 1933 die Orgel der Schlosskapelle Dönhofstädt

Der Königsberger Orgelbauer Johann Schwartz fertigte 1734/24 eine kleine Hausorgel an, die 1730 eingebaut wurde. Sie war einmanualig mit acht Stimmen in Bass- und Diskantteilung und hatte kein Pedal. 1933 hat der Lübecker Orgelbauer Karl Kemper das Instrument – wohl in Austausch gegen eine neue Orgel – von Dönhofstädt in die Hansestadt gebracht. Zunächst hatte sie dort ihren Platz in der Katharinenkirche, 1948 verbrachte man sie in die Marienkirche, wo sie als sogenannte „Briefkapellenorgel“ fungierte und als gut erhaltene Barockorgel noch heute zur Begleitung von Gottesdiensten – speziell zwischen Januar und März in der Briefkapelle als Winterkirche – erklingt.
Im Jahre 1818 trat die reformierte Kirchengemeinde Dönhofstädt der Altpreußischen Union in der Vereinigung lutherischer und reformierte Kirchen bei, ließ sich jedoch mit ihrem bis dahin gepflegten Eigenleben noch länger Zeit. In den 1830er Jahren begann man mit einer Neugestaltung der Kapelle, bei der auch lutherische Elemente zum Tragen kamen. Am 5. August 1860 wurde der in Rom aus carrarischem Marmor angefertigte Altar eingebracht, dazugehörig war ein Marmorflachrelief der Grablegung Christi von August Wittig (1823–1893), der auch die Basisreliefs der Taufe und der Auferstehung Christi in weißem Marmor gestaltete. Das Altar-Marmorrelief befindet sich heute in der St.-Johannes-Evangelist-Kirche in Bartoszyce (deutsch Bartenstein). Über dem Altar wurde eine geschnitzte Kanzel angebracht.
Neben der Schlosskapelle ist noch heute die Gedächtniskapelle für die damaligen Gutsbesitzer aus dem Jahr 1884 erhalten, u. a. mit Marmor-Sarkophagen des Berliner Bildhauers Eduard Lürssen (1840–1891) für Angehörige der Familie von Dönhof.
Die Schlosskapelle wurde nach 1945 ebenso wie das Schloss anderweitiger und auch profaner Nutzung zugeführt.